# Joe Regalbuto
Joseph (Joe) Regalbuto (New York, 24 augustus 1949) is een Amerikaans acteur en regisseur. Hij verscheen onder meer als Frank Fontana in 120 afleveringen van de televisieserie Murphy Brown. Hiervoor werd hij in 1989 genomineerd voor een Emmy Award en in 1995 samen met alle acteurs voor een Screen Actors Guild Award.
Regalbuto maakte in 1977 zijn film- en acteerdebuut in The Goodbye Girl. Sindsdien verscheen hij in meer dan 25 films, inclusief televisiefilms. Vaker nog was hij te zien in verschillende televisieseries. Regalbuto verscheen bij elkaar in meer dan 175 afleveringen van verschillende titels, eenmalige gastrollen in onder meer Lou Grant, Bosom Buddies, St. Elsewhere, The Love Boat, Jake and the Fatman, Family Guy, Ally McBeal, JAG, Ghost Whisperer, en Criminal Minds meegerekend.
Regalbuto's werk bij televisieseries beperkt zich niet tot acteren. Hij regisseerde in 1988 zelf voor het eerst verschillende afleveringen, van Throbs. In 1996 gaf hij een permanent vervolg aan deze bezigheid en regisseerde sindsdien meer dan 100 afleveringen van meer dan twintig verschillende series. Zo zat Regalbuto in zijn tijd bij Murphy Brown twintig keer zelf in het regiestoeltje en vervulde hij die functie ook voor meerdere afleveringen van onder meer Veronica's Closet, Titus en Wizards of Waverly Place.

## Filmografie
*Exclusief vijftien televisiefilms
- Bottle Shock (2008)
- Mockingbird Don't Sing (2001)
- Bodily Harm (1995)
- Deadly Weapon (1989)
- The Sicilian (1987)
- Raw Deal (1986)
- Lassiter (1984)
- The Star Chamber (1983)
- Six Weeks (1982)
- Honkytonk Man (1982)
- The Sword and the Sorcerer (1982)
- Missing (1982)
- Cheaper to Keep Her (1981)
- Schizoid (1980)
- The Goodbye Girl (1977)

## Televisieseries
*Exclusief eenmalige gastrollen
- Side Order of Life - Richard McIntyre (2007, vijf afleveringen)
- Murphy Brown - Frank Fontana (1988-1998, 120 afleveringen)
- Magnum, P.I. - Don Eddie Rice (1985-1988, drie afleveringen)
- Knots Landing - Harry Fisher (1985, zes afleveringen)
- Street Hawk - Norman Tuttle (1985, dertien afleveringen)
- Ace Crawford, Private Eye - Toomey (1983, vijf afleveringen)
- Mork & Mindy - Kalnik (1982, drie afleveringen)
- The Associates - Eliot Streeter (1979-1980, dertien afleveringen)